# نوزت طرهان
کاشف نوزت طرهان (ترکی استانبولی: Nevzat Tarhan؛ زادهٔ ۷ ژوئیهٔ ۱۹۵۲)) یک روان‌پزشک ترک و متخصص عصب روان‌شناسی است.

## زندگی
او در سال ۱۹۵۲ در مرزیفون به دنیا آمد. او دبیرستان نظامی کوللی را در سال ۱۹۶۹ به پایان رساند و در سال ۱۹۷۵ از دانشکده پزشکی جراح‌پاشا دانشگاه استانبول فارغ‌التحصیل شد. پس از دوره کارآموزی خود در گاتا (آکادمی پزشکی نظامی گولهانه) در پادگان‌های قبرس و بورسا در موسسات مختلف پزشکی نظامی مشغول به کار شد. در سال ۱۹۸۲ او روان‌پزشک متخصص در GATA شد. پس از خدمات بالینی خود به عنوان متخصص در بیمارستان‌های ارزینجان و چورلو، وی به عنوان استادیار (۱۹۸۸)، دانشیار (۱۹۹۰) در گاتا حیدرپاشا منصوب شد. وی در سال ۱۳۷۲ به درجه سرهنگی نائل شد و در سال ۱۳۷۵ به مقام استادی رسید. بین سالهای ۱۹۹۶ تا ۱۹۹۹ او در دانشگاه Yüzüncü Yıl به عنوان عضو هیئت علمی و به عنوان کارشناس در مؤسسه پزشکی قانونی کار کرد. او به خواست خودش بازنشسته شد. او در سال ۱۹۹۸ نمایندگی " مراکز حافظه آمریکا " در ترکیه را بر عهده گرفت.
او رئیس هیئت مدیره NPİSTANBUL، اولین بیمارستان عصب روان‌پزشکی ترکیه، و همچنین رئیس مؤسس دانشگاه Üsküdar بوده است.
او به زبان انگلیسی و آلمانی صحبت می‌کند. او متأهل و دارای دو فرزند است.